# Earl of Scarsdale

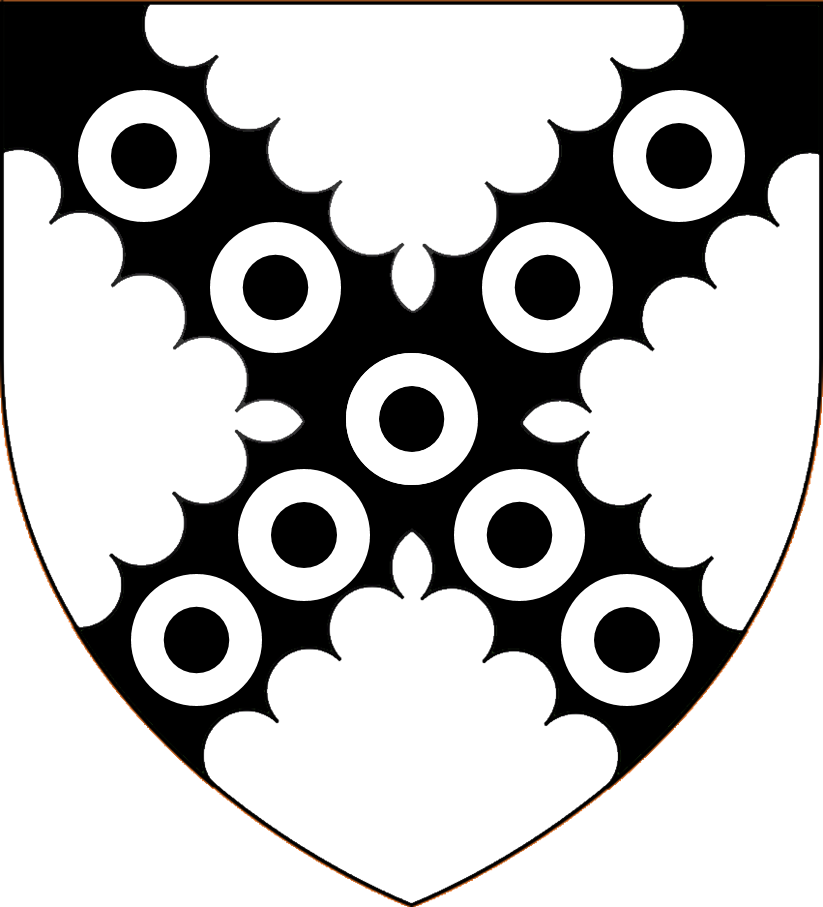
Wappen der Earls of Scarsdale

Earl of Scarsdale war ein erblicher britischer Adelstitel in der Peerage of England.

## Verleihung
Der Titel wurde am 11. November 1645 an Francis Leke, 1. Baron Deincourt verliehen. Er war bereits am 22. Mai 1611 in der Baronetage of England zum Baronet, of Sutton in the County of Derby und am 26. Oktober 1624 in der Peerage of England zum Baron Deincourt, of Sutton in the County of Derby, erhoben worden. Die Titel erloschen beim kinderlosen Tod seines Enkels, des 4. Earls, am 17. Juli 1736.

## Liste der Earls of Scarsdale (1645)
- Francis Leke, 1. Earl of Scarsdale (1581–1655)
- Nicholas Leke, 2. Earl of Scarsdale (1612–1681)
- Robert Leke, 3. Earl of Scarsdale (1654–1707)
- Nicholas Leke, 4. Earl of Scarsdale (1682–1736)